# Malemort-sur-Corrèze
Malemort-sur-Corrèze je naselje in občina v južnem francoskem departmaju Corrèze regije Limousin. Leta 2007 je naselje imelo 7.174 prebivalcev.

## Geografija
Kraj leži v pokrajini Limousin ob reki Corrèze severovzhodno od Brive-la-Gaillarda.

## Uprava
Malemort-sur-Corrèze je sedež istoimenskega kantona, v katerega so poleg njegove vključene še občine La Chapelle-aux-Brocs, Dampniat, Ussac, Varetz in Venarsal s 13.004 prebivalci.
Kanton Malemort-sur-Corrèze je sestavni del okrožja Brive-la-Gaillarde.